# Sebasmia testacea
Sebasmia testacea är en skalbaggsart som beskrevs av Charles Joseph Gahan 1906. Sebasmia testacea ingår i släktet Sebasmia och familjen långhorningar.
Artens utbredningsområde är Sri Lanka. Inga underarter finns listade i Catalogue of Life.